# Ortsvorsteher

Le Ortvorsteher est le représentant du bourgmestre d'une ville dans un de ses quartiers ou de ses faubourgs. La fonction de cette personne existe dans plusieurs États de la République fédérale d’Allemagne et d’Autriche. Le statut juridique des Ortvorsteher est différent ; au Liechtenstein, le statut ressemble à celui du bourgmestre en Allemagne.

## Allemagne

### Bade-Wurtemberg
En Bade-Wurtemberg le Ortvorsteher est le président du Ortschaftsrat (de). Il représente le bourgmestre dans la mise en œuvre des résolutions du conseil de la municipalité et dans la gestion du gouvernement local. Il peut assister à une réunion du conseil municipal à titre consultatif. Le Ortvorsteher honoraire est choisi parmi les citoyens de la commune sur suggestion du « Ortschaftsrat » ; une fois élu par le conseil municipal il est nommé fonctionnaire honoraire et temporaire. Par les lois locales peuvent être déterminées, en particulier après un rattachement administratif, qu’un fonctionnaire municipal doit devenir Ortvorsteher. Il est alors un bourgmestre à temps plein, sans droit de vote dans le Ortschaftsrat, sauf s’il est membre élu du Ortschaftsrat.
La rémunération du Ortsvorsteher étant fonctionnaire dépend du nombre des habitants de la municipalité. Le Ortsvorsteher honoraire recevra une indemnité forfaitaire fixée par la municipalité

### Bavière
En Bavière, il y a la position d'honneur d'un Gemeindesprecher, le terme Ortvorsteher n'est pas utilisé.

### Brandebourg
En Brandebourg le Ortvorsteher défend les intérêts de son quartier devant les institutions de la municipalité.

### Hesse
En Hesse, le conseil municipal peut former par une résolution des districts locaux. Dans ces derniers, un conseil de district Ortsbeirat est élu par les électeurs en même temps et pour la même période que les représentants de la municipalité. Le Ortsbeirat se compose d'au moins trois, au maximum de neuf membres, dans des districts avec plus de 8 000 personnes au maximum de dix-neuf membres. Le nombre exact est déterminé dans les statuts de la municipalité. Les membres des Ortsbeirats travaillent à titre honoraire. Le président est nommé Ortsvorsteher et est élu par le Ortsbeirat. Le Ortsbeirat doit être consulté sur toutes les questions importantes touchant le quartier, mais dans ces cas il a seulement le droit de proposer. Le conseil municipal peut l’autoriser de décider autonomement dans certains sujets.

### Basse-Saxe
En Basse-Saxe il y a des villages avec ou sans Ortsrat. Par le statut de la municipalité est réglé si un Ortsrat est élu ou un Ortsvorsteher est désigné.
- Dans les villages sans Ortsrat le Ortsvorsteher est également le représentant vis-à-vis de la municipalité. Il doit remplir des fonctions auxiliaires pour la municipalité et il est un point de contact pour ses citoyens. Il est déterminé par le Conseil de la municipalité. La nomination correspond normalement au scrutin dans ce quartier lors de la dernière élection municipale.
- Dans les villages avec Ortsrat le Ortsrat élu élit un bourgmestre qui remplit certains devoirs auxiliaires dans la municipalité. L'acquisition de ces fonctions auxiliaires peut être refusée.

### Rhénanie-du-Nord-Westphalie
En Rhénanie-du-Nord-Westphalie, les devoirs concernant les Ortsvorsteher sont réglés dans le § 39 du Code municipal. Par suite, on peut établir des quartiers (villages) sur le territoire d’une municipalité. Pour ces districts, le conseil municipal doit former des comités ou il fait élire un Ortsvorsteher.
Au cas où un Ortsvorsteher est élu, le conseil doit tenir compte des relations de vote des partis dans le district concerné. Cela signifie que le parti, qui a gagné soit lors de l'élection communale soit lors de l'élection du conseil municipal du village, doit nommer le candidat pour le Ortsvorsteher. Celui-ci doit résider dans la circonscription pour laquelle il est élu. Le demandeur doit aussi être membre du conseil ou il doit avoir le droit de l’être.
Le Ortsvorsteher représente les intérêts de son village envers le Conseil. S'il n'est pas membre du Conseil, il ne doit pas assister aux séances du Conseil ; il a seulement le droit d’être entendu. Le Ortsvorsteher peut être nommé pour la région de son village avec l'achèvement de certaines affaires administratives. Dans ce cas, il peut être nommé fonctionnaire d'honneur.
Le Ortsvorsteher peut recevoir une compensation raisonnable.

### Rhénanie-Palatinat
En Rhénanie-Palatinat, les villes peuvent créer des quartiers/districts/faubourgs administratifs (Ortsbezirke) sur leur territoire. La loi principale (de) détermine comment ces districts locaux sont à former et comment ils sont délimités. Ces districts locaux ont un conseil municipal et un Ortsvorsteher qui défendent les intérêts du district envers la municipalité. Il a également le pouvoir de délivrer des certificats, qu'il peut créer sur la base de ses connaissances locales et personnelles.
Parmi ces districts locaux, il y a souvent des communes autrefois indépendantes et qu’on a rattachées lors d’une réforme territoriale.

### Sarre
En Sarre, le Ortsvorsteher est le représentant d'un site de la ville ou de la communauté associée. Il est élu dans les rangs de Ortsrat et est également son président. Le Ortsvorsteher défend comme fonctionnaire honoraire les intérêts du site à la communauté ou à la ville. Il est membre associé honoraire selon son statut juridique. Le Ortsvorsteher est expressément autorisé à assister à toutes les réunions du conseil municipal et de ses comités, même si elles ne sont pas publiques. Ces organismes sont tenus d'informer le bourgmestre sur les questions qui touchent sa circonscription, d'accorder le droit de parler et de lui donner plus d'informations. Le Ortsvorsteher est autorisé à recevoir les demandes et émettre des certificats officiels. La municipalité peut déléguer au Ortsvorsteher d’autres devoirs officiels ou représentatifs. En outre, le Ortsvorsteher peut effectuer d'autres questions administratives ou fonctions cérémonielles au nom du bourgmestre. Le bourgmestre étant le supérieur du Ortsvorsteher lui donne des instructions.

### Saxe
En Saxe on peut établir une constitution pour des sites. Dans ces villages des conseils locaux sont élus par les citoyens, qui à son tour élit le Ortsvorsteher. Le Ortsvorsteher représente le bourgmestre ainsi que les conseillers s’il en existe dans ces communes. Bourgmestre et conseiller, étant les supérieurs, peuvent donner des instructions au Ortsvorsteher.

### Thuringe
En Thuringe, la tête d'un district d’une municipalité est appelée Bourgmestre de district (de). Il est président du conseil de ce district. Jusqu'à la modification du statut communale en 2008, on parlait du bourgmestre du faubourg et du conseil du faubourg. En termes juridiques, le bourgmestre du district est, pour la durée du mandat, fonctionnaire honoraire de la municipalité.

## Autriche
En Autriche, il peut exister des Ortsvorsteher dans des communautés juridiquement non autonomes Gemeindeteilen (Ortsgemeinden, Ortsteilen) qui sont nommés par le conseil communal et qui ont la fonction d’un bras étendu du bourgmestre destiné à représenter la communauté dans le cadastre respectif. Durées du mandat et nominations peuvent être traitées différemment dans les différentes communautés. En tant que représentant du bourgmestre cette fonction n'est pas nécessairement associée à l'appartenance à un parti politique.

## Liechtenstein
Au Liechtenstein l'élection libre du bourgmestre – aussi appelé Gemeindevorsteher (de) – et les autres organes municipaux ont lieu par l'assemblée municipale. Les Ortsvorsteher sont élus par un vote majoritaire et déterminent en grande partie de la politique communale. Le Ortsvorsteher a le titre d’un bourgmestre seulement dans la capitale Vaduz selon un verdict ducal du XIXe siècle.